# Avril 1983

## Événements
- 5 avril : 47 diplomates soviétiques sont expulsés par la France dans le cadre de l'affaire Farewell
- 10 avril (Guerre Iran-Irak) : offensive irakienne[1]. Entre avril et novembre, les quatre offensives iraniennes « Aurore » menées sur le front nord ne donnent pas de résultats.
- 17 avril (Formule 1) : Grand Prix automobile de France.
- 18 avril : attaque contre l'ambassade américaine à Beyrouth, (Liban) revendiquée par le Jihad islamique. Bilan : 63 morts et 120 blessés.
- 27 avril[2] : Ronald Reagan fait voter au Congrès des États-Unis une assistance militaire accrue au Salvador et incite les Salvadoriens à avancer la date de la présidentielle.
- 30 avril : élections en Thaïlande. Gouvernement de coalition du général Prem Tinsulanonda.

## Naissances
- 7 avril :
  - Roland N'Kembe, basketteur français.
  - Franck Ribéry, footballeur français.
- 9 avril : Émile Vignes, photographe français (°17 janvier 1896).
- 13 avril : Schalk Burger, rugbyman sud-africain.
- 15 avril : Noémie Yelle, actrice canadienne.
- 16 avril : Bérengère Krief, humoriste française.
- 20 avril : Miranda Kerr, mannequin australienne.
- 29 avril : 
  - Megan Boone, actrice américaine.
  - Nora Hamzawi, humoriste, comédienne et chroniqueuse française.

## Décès
- 19 avril : Jerzy Andrzejewski, écrivain polonais (° 19 août 1909).
- 30 avril : George Balanchine, danseur et chorégraphe.